# Dasystoma
Dasystoma é um gênero de traça pertencente à família Agonoxenidae.